# Stepney
Stepney er et bykvarter i den østlige del af det centrale London og hører til bydelen Tower Hamlets. Kvarteret ligger mellem hovedgaderne Mile End Road og Commercial Road, og det betjenes af undergrundsstationen Stepney Green Station. Stepney voksede frem som en landsby i Middelalderen omkring kirken St. Dunstan’s Church og senere i 1400-tallet, som en bebyggelse langs Mile End Road. Indbyggertallet steg kraftigt i 1800-tallet hovedsageligt grundet indvandring af immigrantarbejdere og fattige mennesker fra London, hvilket gav Stepney et ry som et overbefolket og voldeligt sted, præget af politiske afvigere.

## Historie
Det første bysamfund udviklede sig omkring kirken viet til Dunstan af Canterbury, der blev bygget i år 923. Som stednavn er ”Stepney” første gang nedskrevet i år 1000, hvor det nævnes med det angelsaksiske Stybbanhyð, hvilket betyder ”Stybbas landsted”. Domesday Book fra 1086 kalder landsbyen for ”Stibanhede” og skriver, at området var ejet af Londons biskop og var 30 hider stort, hovedsageligt benyttet til opdyrket land, enge og skovarealer for 500 grise og fire møller. Der var over 100 livegne landarbejdere, fordelt på bønder der pløjede jorden og husmænd, som hjalp til i bytte for en hytte eller et lille hus.
Frem til slutningen af 1700-tallet var Stepney hovedsageligt domineret af havebrug, der forsynede London med fødevarer, hvorefter et stigende antal jødiske immigranter flyttede til området. Det jødiske islæt voksede som tiden gik, og biskoppen af Stepney klagede til myndighederne over, at de kristne kirker efterhånden ”stod som øer i et fremmed hav”. Han fik støtte fra det lokale parlamentsmedlem William Evans-Gordon og British Brothers League, som forsøgte at vende stemningen imod jødisk indvandring. Arbejdet resulterede i loven Aliens Act af 1905 med indførelse af begrænsninger i indvandringen til Storbritannien.

 I 1911 fandt et forbryderopgør, Belejringen af Sidney Street, sted i Stepney, hvor to eftersøgte forbrydere omkom i en brand efter skudveksling med politi og soldater.

## Fra 1930’erne og frem til i dag
I 1930’erne tilførtes kvarteret en del nye immigranter, hovedsageligt tyske jøder og andre på flugt fra nazismen. Stepney blev udsat for en omfattende bombning under krigen og en tredjedel af områdets bygninger blev fuldstændig ødelagt. Den 27. marts 1945 blev 131 mennesker dræbt, da en V2-raket ramte bykvarteret.
Efter krigen genopbyggede man Stepney med slumagtig alment boligbyggeri, og kvarteret har ikke siden nydt godt af East Ends omfattende byfornyelsesprojekter, fordi afstanden til City of London og Themsen er vurderet til at være for stor.

## Kendte mennesker fra bykvarteret
- Ashley Cole - født 1980 – engelsk fodboldspiller
- Roy Marsden - født 1941 – engelsk skuespiller
- Steven Berkoff - født 1937 – engelsk skuespiller og sceneinstruktør